# Ахвледіані Єлена Дмитрівна
Єле́на Дми́трівна Ахвледіа́ні (груз. ელენე დიმიტრის ასული ახვლედიანი, *18 квітня 1901 — †30 грудня 1975) — грузинська художниця, ілюстраторка та театральна декораторка. Народний художник Грузинської РСР (у 1960).

## Біографія
Єлена Ахвледіані народилася 18 квітня 1901 року у грузинському місті Телаві в родині лікаря.
Початкову художню освіту отримала в Школі живопису і малювання Миколи Скліфосовського в Тбілісі. У 1922 році навчалася в Тбіліській академії мистецтв у класі Георгія Габашвілі. По закінченні першого курсу як стипендіат Академії була відряджена для продовження освіти до Італії та Франції. У 1922-1923 роках — подорожувала Італією. У 1924-1927 — навчалася в Академії Колароссі в Парижі.
У 1928 році на запрошення режисера Костянтина Марджанішвілі працювала декоратором в Театрі драми в Кутаїсі. А згодом — в інших театрах Грузії та за її межами.
Член Асоціації революційних художників Грузії (САРМА, 1929-1932), Спілки художників СРСР.
Займалася книжковою графікою. У 1934-1937 роках була головним художником сектора дитячої книги у видавництві «Сахелгамі».
Заслужений діяч мистецтв Грузинської РСР (з 1946), Народний художник Грузинської РСР (з 1960), лауреат Державної премії Грузинської РСР імені Шота Руставелі (1971).
Жила в Тбілісі. Виїжджала в Україну, Прибалтику, Чехословаччину.
Померла 30 грудня 1975 у Тбілісі. Похована в пантеоні письменників і громадських діячів Грузії Дідубе.

## Творчість

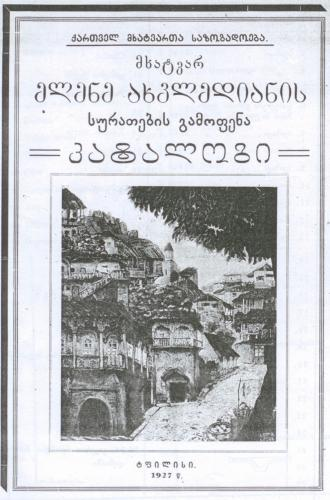
Каталог картин Єлени Ахвледіані, виданий у Тбілісі в 1927 році

З 1919 року — учасниця виставок (виставка Грузинського мистецького товариства в Тбілісі). Також експонувалася на «Ювілейній виставці мистецтва народів СРСР» (1927), Ювілейній виставці образотворчих мистецтв Грузії, присвяченій 10-річчю Жовтня (1927), виставці «Будівництво та мистецтво національних республік» (1932), виставці творів театрально-декораційного мистецтва Грузії (1933), виставці образотворчого мистецтва Грузинської РСР (1937), «20 років Радянської Грузії» (1941) в Тбілісі, Всесоюзній художній виставці, присвяченій 40-річчю Жовтня (1957) в Москві та інших. Учасниця виставок радянського мистецтва за кордоном — у Відні та Берліні (1930), Парижі (1931). Провела персональні виставки в Парижі (1926), Остенде (1927), Тбілісі (1927, 1928, 1960, 1962, 1965, 1971), Телаві (1927, 1928), Кутаїсі (1927, 1928), Москві та Харкові (1930), Баку (1961), Карл-Маркс-Штадті (1969).
Працювала переважно як пейзажист. Її картини — «Старий Тбілісі», «Кахетія. Зима» (обидва — 1924); «Робочий квартал в Парижі» (1926); «Гульня», «Стара дзвіниця» (середина 1920-х); «Аджарець» (1927); «Батумські нафтоперегонні заводи» (1927); «Околиці Тбілісі» (1931); «Телаві» (1934); «Відпочинок колгоспників» (1937); «В горах Мінгрелії» (1940); «О. С. Пушкін на могилі О. С. Грибоєдова» (1949); «Поет Н. М. Бараташвілі в салоні М. Орбеліані», «Імеретія» (1956); «Тбілісі» (1959); «Збір винограду» (1961) та інші.
Створила графічні цикли (акварель, олівець, туш): «У дні війни» (кінець 1940-х), Прибалтикою і Чехословаччиною (обидва — 1950-ті), «Старий і новий Тбілісі» (1961—1967).
Виконала ілюстрації для книг «Дон Кіхот» Сервантеса (1932), «Збірник творів» Іллі Чавчавадзе (1934—1935), «Поеми» Важа Пшавели (1951), а також творів Генрі Лонгфелло і Егнате Ніношвілі (1930-ті).
Створила декорації для більш ніж 60 вистав, серед них: «Як» Карло Каладзе (1928); «Отелло» (1932), «Багато галасу з нічого» Вільяма Шекспіра (1963); «Мадам Сан-Жен» Віктор'єн Сарду (1939); «Комедія однієї ночі» Карло Каладзе (1944—1945), «Російське питання» Костянтина Симонова (1947); «Пігмаліон» Бернарда Шоу (1955) у 2-му Державному драматичному театрі (Тбіліський академічний театр імені Коте Марджанішвілі); «Абесалом і Етері» Захарія Паліашвілі (1942) в Тбіліському театрі опери та балету. Співпрацювала також в театрах Києва (Театр опери та балету імені Тараса Шевченка), Москви (Театр оперети), Ленінграда (Державний академічний театр опери та балету імені Кірова), Харкова.
Малювала ескізи костюмів на кіностудії «Грузія-фільм» (1950-ті) — для фільмів «Бабка» Сіко Долідзе і Леван Хотіварі (1954), «Пісня Етері» Сіко Долідзе (1956).
Її твори представлені в багатьох музейних зібраннях, серед них — Третьяковська галерея, Грузинський національний музей в Тбілісі.

## Вшанування пам'яті

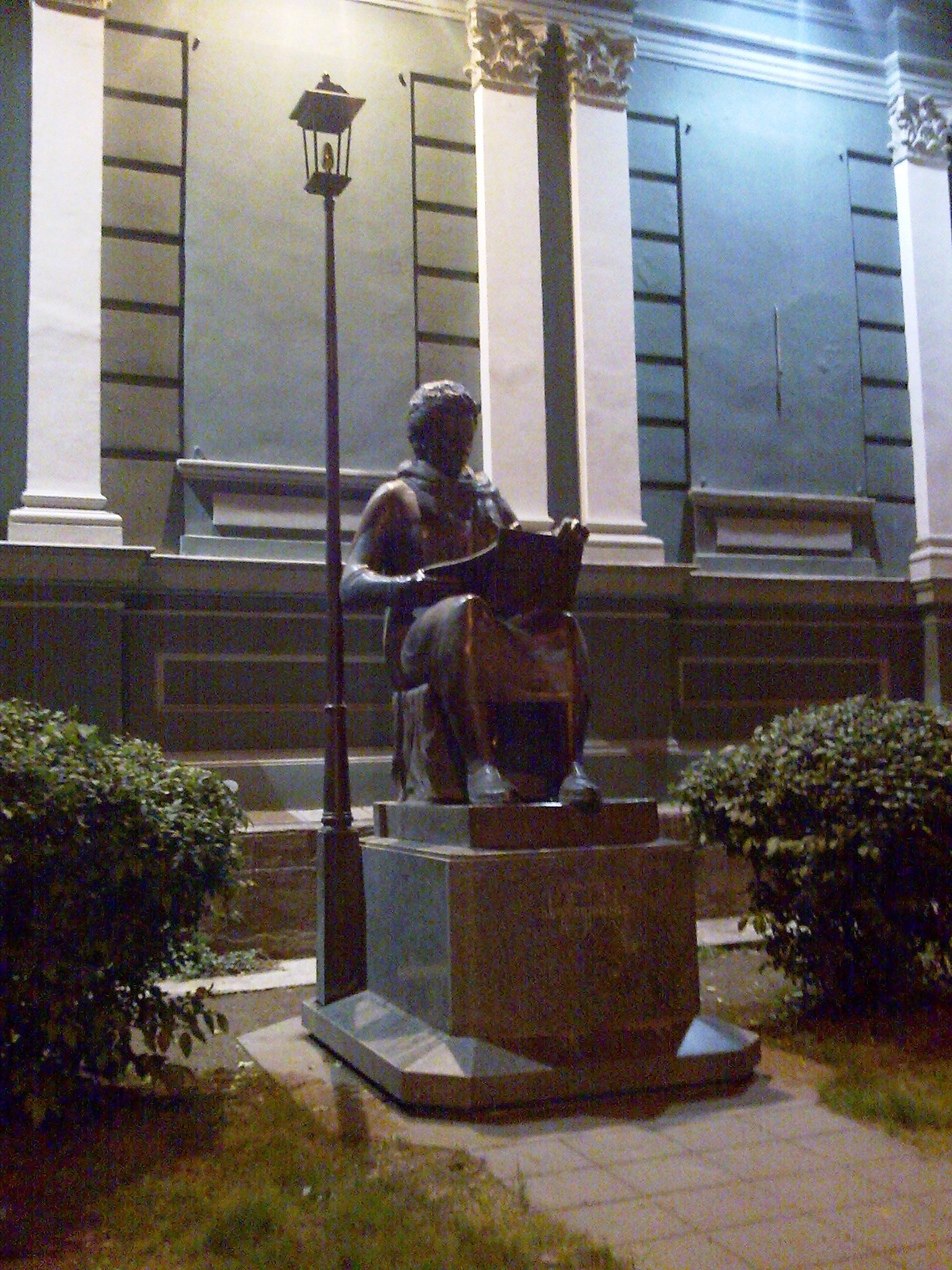
Пам'ятник Єлені Ахвледіані у Тбілісі

18 квітня 1976 року, в день народження художниці, в Тбілісі на базі квартири-майстерні Єлени Ахвледіані був створений музей. У ньому зберігаються картини, театральні ескізи, костюми, книжкові ілюстрації, карикатури, гумористичні замальовки, фото, особисті архіви художниці, а також етнографічна і археологічна колекції, зібрані нею в різних куточках Грузії. У будинку-музеї більше трьох тисяч експонатів.
У 1979 році вийшла телепередача про творчість Єлени Ахвледіані — «Право на коротке ім'я. Про творчість Народного художника Грузинської РСР Єлени Ахвледіані» (рос.). Автор тексту і сценарію — мистецтвознавець Борис Поюровський.
У Тбілісі Єлені Ахвледіані встановлений пам'ятник.
У 2001 році у Москві пройшла Меморіальна виставка Єлени Ахвледіані.

### Додаткова література
- Джанберидзе Н. Ш. Елена Ахвледиани. — Тб., 1980.
- Ерлашова С. Выставка произведений Елены Ахвледиани // Искусство. — 1967. — № 6.
- Право на короткое имя: Елена Ахвледиани // Поюровский Б. М. Что осталось на трубе… Хроника театральной жизни второй половины ХХ века [Сборник статей и очерков]. — М.: Центрполинграф, 2000. — С. 20-23. — ISBN 5-227-00448-X (Перша публікація — Творчество. — 1976. — № 5.)
- Урушадзе Н. Елена Ахвледиани. — Тб., 1979. (груз.)
- Шмерлинг Р. Пейзаж родины // Творчество. — 1961. — № 6.